# Aniello Dellacroce
Aniello John „Mr. Neil“ Dellacroce (* 15. März 1914 in New York City; † 2. Dezember 1985 in Queens) alias „Father O'Neil“ und „The Tall Guy“ war ein US-amerikanischer Mobster und Mitglied der Gambino der La Cosa Nostra. Er stieg unter Carlo Gambino bis zum Underboss auf.

## Leben

### Frühe Jahre
Dellacroce war der Sohn von Francesco und Antoinette Dellacroce; beide waren – aus der italienischen Region Veneto stammend – eingewandert.  Dellacroce wuchs in Little Italy in Manhattan auf. Der Spitzname Neil war eine Amerikanisierung des Namens Aniello. Dellacroce hatte einen Bruder, Carmine. Aniello Dellacroce heiratete Lucille Riccardi.  Das Paar hatte zwei Söhne, Armond (später ebenfalls Mitglied der Gambino-Familie) und Ronald, und eine Tochter, Shannon Connelly.
Als Teenager arbeitete er zunächst als Lehrling bei einem Metzger, brach die Lehre jedoch ab und wurde zum Berufsverbrecher. Er galt als sehr traditionsbewusst und gegenüber dem Boss als absolut loyal.
Dellacroce ging manchmal als Priester verkleidet durch Manhattan spazieren und ließ sich „Pater O’Neil“ nennen. Damit verwirrte er andere Mafiosi und die Polizei. Angeblich soll er im Priestergewand auch einen Mord begangen haben.

### Aufstieg
In den späten 1930ern schloss er sich der Mangano-Familie – die später als Gambino-Familie klassifiziert wurde – an. Er wurde schnell ein Protegé des Underbosses Albert Anastasia. Nach dem Verschwinden des Familienoberhauptes Vincent Mangano wurde Anastasia neuer Boss der Familie und Dellacroce wurde zum Caporegime mit eigener Crew befördert.
Dellacroce kaufte den Ravenite Social Club in Little Italy, der bald ein gern gesehener Treffpunkt der Gambino-Familie wurde. Am 25. Oktober 1957 wurde Anastasia, in einem Friseurstuhl sitzend, erschossen und der bisherige Underboss Carlo Gambino übernahm die Führung der Familie.
Hinter der Ermordung wurde ein Komplott von Gambino, dem Boss der Lucchese-Familie Tommy Lucchese und dem Capo der Luciano-Familie Vito Genovese vermutet.
Dellacroce, ein enger Anhänger Anastasias, blieb auch gegenüber Gambino loyal und akzeptierte dessen Führung. 1965 ersetzte Gambino den alternden Underboss Joseph Biondo durch Dellacroce.
1971 wurde Dellacroce zu einem Jahr Haft verurteilt, weil er vor Gericht die Aussage verweigert hatte.
Im Mai 1972 wurden Dellacroce Steuervergehen vorgeworfen.  Im März 1973 wurde er deswegen zu 5 Jahren Haft verurteilt.
Unter großen Teilen der Gambino-Familie galt es als ausgemacht, dass Dellacroce Gambinos Nachfolger werden würde. Dennoch ernannte Gambino 1976 auf seinem Sterbebett Paul Castellano zu seinem Nachfolger. Castellano vertrat eher den neuen Typus eines Mafiosos, welche sich vor allem mit Wirtschaftskriminalität beschäftigten.
Gambino bestätigte – um die Gemüter zu beruhigen – zwar Dellacroce als Underboss und dieser behielt die Kontrolle über Straßenaktivitäten der Familie in Manhattan, wie Schutzgelderpressung etc., aber de facto kam es zu einer Spaltung der Familie, als Castellano Boss wurde.

### Beginn der Spaltung der Familie
Die La Cosa Nostra New Yorks war nie aus moralischen Gründen gegen den Handel mit Heroin oder Kokain gewesen, aber viele alte Mafiosi vom Schlage Castellanos fürchteten den steigenden Verfolgungsdruck seitens der Behörden und die Auswirkungen innerhalb der Organisation selbst. Außerdem hatten Mafiabosse wie Castellano ihre geschäftlichen und gesellschaftlichen Aktivitäten teilweise legalisiert und sich zu kriminellen Geschäftsleuten gewandelt. Von diesen Geschäften profitierten die „Street Crews“ vor Ort nicht und unter den einfachen Mitgliedern breitete sich Unmut aus; insbesondere da Bosse wie Castellano im Gegenzug keineswegs auf ihre Gewinnanteile von Seiten der Mitglieder verzichteten, diesen das lukrative Drogengeschäft aber untersagten und der sizilianischen Cosa Nostra überließen – gegen Gewinnbeteiligung (Pizza Connection).
Mit dem loyalen Dellacroce als Underboss trat diese Spaltung nicht in Erscheinung. Am 28. März 1985 wurde gegen Dellacroce wegen krimineller Aktivitäten ermittelt.  Er war einer der Angeklagten im 1985 stattfindenden Mafia Commission Trial. Zu diesem Zeitpunkt war Dellacroce schon sehr krank und er sollte kein Verfahren mehr erleben. Er verstarb Anfang Dezember 1985. Auf seinen Tod folgte die Ermordung des Bosses zwei Wochen später und die Machtübernahme John Gottis.

### Tod
Am 2. Dezember 1985 starb Aniello „Neil“ Dellacroce an den Folgen eines Lungenkrebses im Immaculate Hospital (mittlerweile geschlossen) in Queens.
Dellacroce wurde auf dem St. John’s Cemetery in Queens bestattet.

## Auswirkungen
Bereits in den frühen 1980er Jahren war es insbesondere mit John Gotti, welcher der Fraktion vom Unterboss Dellacroce angehörte, zu immer größeren Spannungen mit Castellano gekommen. Gotti und sein Umfeld bewerteten die Handlungsweise Castellanos als habgierig und egoistisch. Außerdem waren mehrere Mitglieder der Dellacroce-Gruppierung trotz des Verbots in den Drogenhandel eingestiegen. Unter diesen Leuten befand sich neben Angelo Ruggiero auch Gottis Bruder Gene Gotti. Die Autorität von Castellano war damit in Frage gestellt. Aber auch sein Rückhalt bei der Manhattan-Fraktion schwand mehr und mehr, da deren einfache Mitglieder ebenfalls längst in den Drogenhandel eingestiegen war. Castellano konnte sich aber halten, weil die Häupter der übrigen vier New Yorker Familien seinetwegen ebenfalls glänzende Geschäfte machten; zudem hielt Dellacroce seine Leute zurück, da er keinen Bandenkrieg wünschte.
Als Abhörmaßnahmen des FBI 1983 dreizehn Mitglieder der Gambino-Familie mit Rauschgiftgeschäften in Verbindung brachten, spitzte sich das Problem zu. Das FBI hatte unter anderem Telefonate von Angelo Ruggiero abgehört, die auch John Gotti und dessen Bruder Gene Gotti belasteten. Castellano drängte darauf, Einsicht in die Mitschnitte zu erhalten, um sein Verbot des Drogenhandels gegebenenfalls durchzusetzen und seine Autorität durchzusetzen. Versuche Ruggieros und John Gottis, durch Dellacroce Castellano hiervon abzubringen, gelangen 1984 und 1985, scheiterten aber schließlich an Dellacroces fortgeschrittener Krebserkrankung. 1985 wurde zudem bekannt, dass Castellano längere Zeit vom FBI abgehört worden war; er wurde nun von vielen Mafiosi selbst als Risikofaktor angesehen, da man fürchtete, er könne einen Deal mit der Staatsanwaltschaft unter Rudolph Giuliani aushandeln.
Den ersten schwerwiegenden Fehler beging Castellano nun, als er ausgerechnet der Beerdigung seines Stellvertreters Dellacroce fernblieb, wahrscheinlich aus Furcht vor einem Attentat. Doch dies wurde nicht nur von vielen Mitgliedern der Gambino-Familie, sondern auch von verschiedenen ranghohen Personen der anderen New Yorker Familien als mangelnde Respektsbekundung gewertet. John Gotti erkannte, dass sich nun niemand mehr vor Castellano stellen würde. Angesichts der angeblich drohenden Gefahr, dass Castellano nun gegen die Überreste der Dellacroce-Gotti-Crew vorgehen würde – sein Fernbleiben sei ein Hinweis darauf – entschloss sich Gotti nun, selbst die Initiative zu ergreifen und plante die Beseitigung seines Bosses.
Am 16. Dezember ließ Gotti den Boss Castellano vor einem Steakhaus in New York ermorden und wurde anschließend selbst Boss.

## Familie
Im April 1988 starb Dellacroces Sohn Armond. Er hatte sich in den Pocono Mountains in Pennsylvania vor den Strafverfolgungsbehörden versteckt. Er soll an einer Überdosis Kokain in Verbindung mit einer Leberzirrhose gestorben sein.

## Kulturelle Rezeption
- 1994 wurde Dellacroce von Peter Boretski in Allein gegen die Unterwelt (Fernsehfilm von CBS) dargestellt[9].
- 1997 wurde Dellacroce von Anthony Quinn in dem Film Der Untergang der Cosa Nostra dargestellt.
- 2001 wurde Dellacroce von Dayton Callie im Film Boss of Bosses dargestellt.
- Dellacroces Tod wird im Film Brooklyn Rules (2007) erwähnt.
- Stacy Keach spielt Dellacroce im Film Gotti (2017).